# Christopher Jullien
Pour les articles homonymes, voir Jullien.
Christopher Jullien, né le 22 mars 1993 à Lagny-sur-Marne, est un footballeur français qui évolue au poste de défenseur central au Montpellier HSC.

## Biographie

### En club

#### Formation et révélation à l'AJ Auxerre
Christopher Jullien commence le football à l'US Lagny en catégorie débutants. Après s'être essayé au handball, il commence à jouer au football à onze ans à l'US Torcy où il évolue notamment au côté de Paul Pogba. Attaquant, il s'installe au poste de défenseur après un essai infructueux à l'INF Clairefontaine. C'est à ce poste qu'il se fait repérer par l'AJ Auxerre dont il rejoint le centre de formation à 13 ans,.
Après une année dans l'équipe de CFA2 de l'AJ Auxerre à 17-18 ans, Jean-Guy Wallemme l'intègre à l'équipe première pour la saison 2012-2013. Christopher Jullien y fait ses débuts en professionnel le 24 août 2012, lors de la victoire sur Stade lavallois (2-1) en Ligue 2. Il marque son premier but en professionnel quatre jours plus tard au deuxième tour de la Coupe de la Ligue, sur corner, lors d'une victoire 2-1 contre Dijon, puis son premier en Ligue 2 lors de la 19e journée contre le Clermont Foot à la 88e minute pour une victoire 2-1 à l'extérieur.

#### Pari raté en Allemagne
Le 26 juin 2013, alors qu'il participe à la Coupe du monde des moins de 20 ans qui se déroule en Turquie, il est annoncé officiellement au club allemand du SC Fribourg qui évolue en Bundesliga, où il signe pour trois ans. L'équipe du Bade-Wurtemberg reste alors sur une excellente saison 2012-2013, terminée à la cinquième place du classement, aux portes de la Ligue des champions.

#### Relance au Dijon FCO
Malgré deux premières années compliquées au SC Fribourg, à jouer quasi uniquement pour l'équipe réserve, Christopher Jullien est prolongé d'un an et prêté, dans la foulée, au Dijon FCO évoluant en Ligue 2. Il réalise un début de saison tonitruant, disputant l'intégralité des 9 premiers matchs de la saison, marquant à 5 reprises et étant nommé quatre fois dans l'équipe type France Football de Ligue 2. Apparu à 34 reprises, avec 9 buts à son compteur en championnat, il est un des grands acteurs de l'accession en Ligue 1 du Dijon FCO. Ses performances lui valent d'être nommé dans l'équipe type de la saison aux Trophées UNFP.

#### Découverte de la Ligue 1 avec Toulouse
Le 11 juin 2016, il s'engage avec le Toulouse Football Club pour quatre saisons. Il inscrit son premier but sous ses nouvelles couleurs le 20 août 2016 face aux Girondins de Bordeaux pour le compte de la deuxième journée de Ligue 1. Après une première saison pleine, il prolonge son contrat jusqu'en 2021 et est promu capitaine pour la saison 2017-2018,.

#### Nouvelle aventure en Écosse

##### Saison 2019-2020
Le 28 juin 2019, il s'engage avec le Celtic FC pour les quatre prochaines saisons contre 8 millions d'euros. En début de saison, le Celtic prend part à la phase qualificative de la Ligue des champions, rentrant en lice lors du premier tour de qualification. Jullien est titulaire lors du match retour du deuxième tour de qualification face aux Estoniens du JK Nõmme Kalju (victoire 0-2). Au tour suivant, les Écossais sont éliminés par le CFR Cluj et sont reversés en barrages de la Ligue Europa. De ces barrages face à l'AIK Solna jusqu'à leur élimination en seizièmes de finale face au FC Copenhague, il participera à chacune des rencontres de cette campagne européenne. 
Sur les 30 journées de Scottish Premiership disputées avant l'arrêt du championnat à la suite de la pandémie de coronavirus, il en débute 28, inscrivant 4 buts et délivrant 2 passes décisives. Le Celtic remporte cette compétition, ainsi que la Coupe d'Écosse après être allé aux tirs au buts face au Heart of Midlothian et la Coupe de la Ligue. 

##### Saison 2020-2021
Comme la saison précédente, le Celtic est qualifié pour la phase qualificative de la Ligue des champions. Titulaire lors du deuxième tour de qualification face au Ferencváros TC, il ne peut empêcher la défaite des siens (1-2). Le Celtic est reversé au troisième tour de qualification de la Ligue Europa. Son exercice 2020-2021 est contrarié par une première blessure au dos puis par une grave blessure au genou. Le 30 décembre 2020, lors de la réception de Dundee United (21e journée, victoire 3-0), il percute le poteau en voulant défendre son but. Cette blessure met fin à sa saison.
Après avoir réalisé une saison 2019-2020 pleine, il n'aura alors pris part qu'à neuf rencontres de championnat (1 but, 1 passe décisive à son actif), remporté par le Rangers Football Club, et n'aura participé qu'à deux rencontres de Ligue Europa, marquant tout de même face au LOSC Lille lors de la dernière journée de la phase de groupes (victoire 3-2), le Celtic terminant dernier du groupe H. Son équipe ne brille pas non plus sur les coupes nationales, éliminée dès les huitièmes de finale en Coupe d’Écosse et en Coupe de la Ligue.

##### Saison 2021-2022
Il retrouve les terrains sous le maillot du Celtic le 13 février 2022, en Coupe d’Écosse, lors des huitièmes de finale face au Raith Rovers (victoire 4-0), soit 409 jours après sa blessure. Il rentre en jeu à la 74e minute de jeu, remplaçant Cameron Carter-Vickers.

#### Retour en France
Le 23 août 2022, Christopher Jullien s'engage pour le Montpellier HSC pour trois saisons, le MHSC payant un million d'euros, hors bonus, pour racheter sa dernière année de contrat au Celtic,. Il y retrouve Olivier Dall'Oglio comme entraîneur, côtoyé lors de sa saison dijonnaise. Il débute sous ses nouvelles couleurs lors de la quatrième journée de championnat, associé à Nicolas Cozza en charnière centrale, sur la pelouse du Stade brestois (victoire 0-7). Il réalise une saison pleine, participant à 30 rencontres de Ligue 1, toutes comme titulaire et délivrant 2 passes décisives.
La concurrence est rude lors de l'exercice 2023-2024 en charnière centrale. Boubakar Kouyaté s'y impose comme un incontournable, bonifié par la présence de la recrue estivale Bećir Omeragić. Jullien apparaît alors comme le quatrième choix aux yeux de Michel Der Zakarian avec l'ascension de Maxime Estève. Il prend ainsi place sur le banc entre la 4e et la 11e journée de championnat. La suspension de Kouyaté puis ses convocations en équipe nationale lui permettent de réintégrer le onze de départ entre la 15e et la 20e journée avant de se blesser. Sur cette période, il reçoit quatre cartons jaunes. Il dispute les quatre dernières rencontres de Ligue 1 comme titulaire. Lors de la 34e journée à Lens (2-2), il souffre d’une rupture du ligament croisé du genou droit, à dix minutes de la fin de la rencontre et de la saison. Il conclut la saison avec 20 apparitions en championnat, pour seulement 13 titularisations. 
À la suite de sa blessure au genou, il réalise une saison 2024-2025 blanche, ne disputant aucune minute de jeu alors que son contrat arrive à terme en juin 2025. Sur le plan collectif, le MHSC réalise une piteuse saison, terminant dernier de Ligue 1 et n'accumulant que 16 points. 

### En sélection
Il est appelé en équipe de France des moins de 20 ans pour affronter le Portugal en match amical le 5 février 2013. Il dispute la rencontre en tant que titulaire avec une victoire 2-0.
Le 23 mai 2013, Pierre Mankowski le sélectionne dans le groupe pour la Coupe du monde de football des moins de 20 ans qui se déroula en Turquie en juillet-août 2013. Il remporte la compétition aux côtés des Paul Pogba, Geoffrey Kondogbia, Kurt Zouma, Yaya Sanogo et Lucas Digne.
En juin 2025, il est convoqué pour la première fois en équipe de Guadeloupe pour disputer la Gold Cup 2025.

## Statistiques
| Saison                | Club                  | Championnat           | Championnat | Championnat | Coupe nationale | Coupe nationale | Coupe de la Ligue | Coupe de la Ligue | Compétition(s) continentale(s) | Compétition(s) continentale(s) | Compétition(s) continentale(s) | Barrages | Barrages | Total | Total |
| Saison                | Club                  | Division              | M.          | B.          | M.              | B.              | M.                | B.                | Comp.                          | M.                             | B.                             | M.       | B.       | M.    | B.    |
| 2012-2013             | AJ Auxerre            | Ligue 2               | 25          | 2           | 1               | 0               | 1                 | 1                 | -                              | -                              | -                              | -        | -        | 27    | 3     |
| Sous-total            | Sous-total            | Sous-total            | 25          | 2           | 1               | 0               | 1                 | 1                 | -                              | -                              | -                              | -        | -        | 27    | 3     |
| 2013-2014             | SC Fribourg           | Bundesliga            | -           | -           | -               | -               | -                 | -                 | C3                             | -                              | -                              | -        | -        | 0     | 0     |
| 2014-2015             | SC Fribourg           | Bundesliga            | 1           | 0           | -               | -               | -                 | -                 | -                              | -                              | -                              | -        | -        | 1     | 0     |
| Sous-total            | Sous-total            | Sous-total            | 1           | 0           | -               | -               | -                 | -                 | -                              | -                              | -                              | -        | -        | 1     | 0     |
| 2015-2016             | Dijon FCO (prêt)      | Ligue 2               | 34          | 9           | 1               | 1               | 3                 | 0                 | -                              | -                              | -                              | -        | -        | 38    | 10    |
| Sous-total            | Sous-total            | Sous-total            | 34          | 9           | 1               | 1               | 3                 | 0                 | -                              | -                              | -                              | -        | -        | 38    | 10    |
| 2016-2017             | Toulouse FC           | Ligue 1               | 35          | 4           | 1               | 0               | 2                 | 1                 | -                              | -                              | -                              | -        | -        | 38    | 5     |
| 2017-2018             | Toulouse FC           | Ligue 1               | 30          | 1           | 1               | 0               | 3                 | 0                 | -                              | -                              | -                              | 2        | 1        | 36    | 2     |
| 2018-2019             | Toulouse FC           | Ligue 1               | 34          | 1           | 1               | 0               | -                 | -                 | -                              | -                              | -                              | -        | -        | 35    | 1     |
| Sous-total            | Sous-total            | Sous-total            | 99          | 6           | 3               | 0               | 5                 | 1                 | -                              | -                              | -                              | 2        | 1        | 109   | 8     |
| 2019-2020             | Celtic FC             | SP                    | 3           | 0           | 0               | 0               | 1                 | 0                 | C1+C3                          | 2+2                            | 0+1                            | -        | -        | 8     | 1     |
| Sous-total            | Sous-total            | Sous-total            | 3           | 0           | 0               | 0               | 1                 | 0                 | -                              | 4                              | 1                              | -        | -        | 8     | 1     |
| Total sur la carrière | Total sur la carrière | Total sur la carrière | 162         | 17          | 5               | 1               | 10                | 2                 | -                              | 4                              | 1                              | 2        | 1        | 183   | 22    |

## Palmarès

### En club
- Celtic FC
  - Championnat d'Écosse :
    - Champion : 2020 et 2022

  - Coupe de la Ligue écossaise :
    - Vainqueur : 2019 et 2022

  - Coupe écossaise :
    - Vainqueur : 2020

### En sélection
Avec l'équipe de France -20 ans, il remporte la Coupe du monde 2013 en battant l'Uruguay en finale.

### Individuel
En septembre 2015, il remporte le Trophée du joueur du mois UNFP de Ligue 2.